# 143. Reserve-Division (Wehrmacht)
La 143. Reserve-Division inizialmente denominata Division Nr. 143 fu una divisione di riserva dell'esercito tedesco attiva durante la seconda guerra mondiale che venne creata nel 1939 e fu schierata lungo il fronte orientale dove fu sciolta nel 1944.

## Storia

### Division Nr. 143
La divisione venne costituita il 28 novembre 1939 a Francoforte sull'Oder, sostituendo il personale della 163. Infanterie-Division. Nell'agosto 1941 fu trasferita a Warthegau e nell'autunno del 1942, le unità di sostituzione e di addestramento furono separate l'una dall'altra e riunite in unità speciali; le unità addestrative furono raggruppate in divisioni di riserva e trasferite nelle aree occupate, mentre le unità sostitutive rimasero a casa con le unità sostitutive appena formate. Il 18 settembre 1942 la divisione fu riclassificata come 143. Reserve-Division.

### 143. Reserve-Division
Il 18 settembre 1942 la Division Nr. 143 fu riclassificata in 143. Reserve-Division. Venne trasferita a Dubno nell'Ucraina occidentale, qui oltre all'addestramento delle reclute, veniva utilizzata anche per la protezione ferroviaria nelle linee Brest-Gomel e Kovel-Sarny-Kiev. Inoltre altre parti della divisione furono impiegate per combattere i partigiani. La divisione fu sciolta nei primi mesi del 1944.

## Ordine di battaglia
Division Nr. 143 marzo 1940
- Infanterie-Ersatz-Regiment 3
- Infanterie-Ersatz-Regiment 68
- Infanterie-Ersatz-Regiment 208
- Infanterie-Ersatz-Regiment 257
- Artillerie-Ersatz-Regiment 3
- Kavallerie-Ersatz-Abteilung 9
- Panzerjäger-Ersatz-Abteilung 43
- Pionier-Ersatz-Bataillon 68
- Eisenbahn-Pionier-Ersatz-Bataillon 1
- Fahr-Ersatz-Abteilung 3
- Kraftfahr-Ersatz-Abteilung 23
- Bau-Pionier-Ersatz-Bataillon 3

Division Nr. 143 agosto 1941
- Infanterie-Ersatz-Regiment 68
- Infanterie-Ersatz-Regiment 76
- Infanterie-Ersatz-Regiment 208
- Artillerie-Ersatz-Regiment 168

143. Reserve-Division
- Reserve-Grenadier-Regiment 68
- Reserve-Grenadier-Regiment 76
- Reserve-Grenadier-Regiment 208
- Reserve-Infanterie-Bataillon 122
- Reserve-Infanterie-Bataillon 169
- Reserve-Infanterie-Bataillon 188
- Reserve-Infanterie-Bataillon 323
- Reserve-Infanterie-Bataillon 337
- Reserve-Infanterie-Regiment 386
- Reserve-Infanterie-Bataillon 397
- Reserve-Infanterie-Bataillon 512
- Reserve-Infanterie-Bataillon 230
- Reserve-Infanterie-Bataillon 479
- Reserve-Artillerie-Abteilung 257
- Reserve-Pionier-Bataillon 68
- Reserve-Infanterie-Nachrichten-Kompanie 68
- Reserve-Infanterie-Nachrichten-Kompanie 76
- Reserve-Infanterie-Geschütz-Kompanie 68
- Reserve-Infanterie-Geschütz-Kompanie 76
- Reserve-Kompanie für Infanterie-Reiterzüge 3

## Comandanti
Division Nr. 143
- General der Infanterie Karl von Roques (1° dicembre 1939 - 14 maggio 1940)
- Generalleutnant Paul Stöwer (14 maggio  1940 - 18 settembre 1942)

143. Reserve-Division
- Generalleutnant Paul Stöwer (18 settembre 1943 - febbraio 1944)